# Lingua cinese
La lingua cinese (nome nativo: 漢語T, 汉语S, hànyǔP), nella sua accezione più generica (e non per indicare il cinese moderno standard o un particolare dialetto come lo shanghaiese o una famiglia di dialetti come il cantonese, l'hakka e i minnan), è una vasta e variegata famiglia linguistica composta da centinaia di varietà linguistiche locali distinte e spesso non mutuamente intelligibili (come ad esempio il dialetto di Pechino e il dialetto cantonese).
Queste varianti fanno parte della famiglia delle lingue sinotibetane, evolutesi a partire dalla fine del III secolo a.C. nell'area geografica grossomodo corrispondente alla Cina continentale durante l'affermazione, espansione e successiva decadenza delle dinastie Qin e Han (alcuni linguisti, tra cui Bernhard Karlgren, hanno ipotizzato che la diversificazione dei vari dialetti sia avvenuta dopo l'VIII secolo d.C.).
Sono dunque note anche come "lingue sinitiche", nate da una probabile divisione del proto-sino-tibetano, o trans-hymalayano, rispettivamente in ceppo sinitico (lingue delle culture neolitiche e cinese antico, attestato nel periodo tra la dinastia Shang e Han e di cui esistono alcune ricostruzioni, e.g. Baxter-Sagart, 2014, ed evoluto in primo cinese medio/EMC, da cui discendono gran parte dei dialetti eccetto per le lingue bai e il min, che discendono dal cinese antico) e in tibeto-birmano (proto-tibeto-birmano, di cui esiste una ricostruzione proposta da James Matisoff. Da esso discende il birmano antico e il tibetano antico, da cui derivano le lingue tibetiche). Le lingue sinitiche sono poi suddivisibili in vari gruppi di dialetti (ad esempio il min a cui appartiene l'hokkien, i dialetti wu a cui appartiene lo shanghaiese, lo yue a cui appartiene il cantonese standard/varietà prestigiosa di Hong Kong...). Già durante il cinese antico si registra una suddivisione in varietà locali. Lo standard ISO 639-3 identifica il cinese come un macrolinguaggio.
Ciascuna varietà locale del cinese ha comunque delle caratteristiche in comune con le altre: è caratterizzata dal fatto di essere una lingua tonale, isolante (ha perso la morfologia dopo il cinese antico), in cui vige l'ordine dei costituenti SVO, la cui evoluzione è stata influenzata e determinata in maniera importantissima dall'esistenza di un sistema di scrittura standard basato sui caratteri cinesi.
Il cinese ha la grande peculiarità di non avere un alfabeto, ma di essere scritto con un corpus di decine di migliaia di caratteri detti "sinogrammi" o "caratteri cinesi" (i più diffusi comunque sono 3000/3500) nati in origine per essere incisi sulle ossa oracolari messe a crepitare sul fuoco per effettuare delle divinazioni (1250 a.C., dinastia Shang). Sono basati su un sistema di unità minime, i radicali, di cui esistono due versioni/liste/sistemi fondamentali: i 214 radicali Kangxi (康熙部首; 1615, 1716), che sono lo standard pure nelle lingue sino-xeniche, e i loro antenati, i 540 radicali Shuowen (说文解字部首, 100 d.C.). Con queste unità minime, la scrittura, la ricerca su dizionari cartacei e digitali e la memorizzazione sono molto più agevoli, come anche la ricerca filologica e paleografica a partire dalle ossa oracolari e dai bronzi del periodo Shang e Zhou, laddove già attestati. La pronuncia viene oggi indicata con un sistema di romanizzazione, il pinyin, basato sull'alfabeto latino. I caratteri cinesi sono stati pure esportati in Corea, Giappone e Vietnam (hanja, kanji e chu' Nom, usati raramente in lingua coreana, tuttora usati in lingua giapponese e in disuso in lingua vietnamita): il coreano, il giapponese e il vietnamita, chiamate lingue sino-xeniche (lingue della sinosfera), ritengono molte caratteristiche della pronuncia in primo cinese medio, come le occlusive senza rilascio udibile di suono *-p, *-t e *-k e la coda nasale *-m.
Il cinese, stando a Ethnologue 2020, è parlato da 1,3 miliardi di persone e la varietà mandarina/settentrionale ha 1,12 miliardi di parlanti (gran parte lo parla come lingua nativa); quest'ultima è la prima famiglia linguistica con maggior numero di parlanti nativi al mondo. Come parlanti totali, è al secondo posto, appena sotto l'inglese.

## Significato del termine "lingua cinese/hanyu" e chiarimenti per evitare confusioni
Si inseriscono sotto alcuni punti per distinguere dei termini precisi nel vasto gruppo della "lingua cinese" per non confonderli in toto con il concetto vasto e onnicomprensivo di "lingua cinese".
- il concetto di "lingua cinese" (hanyu), come appena accennato, include tutti i dialetti, le varietà storiche e la lingua moderna standard in educazione e fissata per Costituzione. I dialetti in Cina sono numerosi e non intelligibili tra loro e la dialettologia è solita dividerli in famiglie (ogni gruppo ha un suo nome per identificarlo al meglio). Per quanto non siano la lingua standard, alcuni di loro (p.es. cantonese, shanghainese) sono molto diffusi e prestigiosi e, in generale, i dialetti meridionali conservativi vengono utilizzati per ricostruire e studiare il primo cinese medio (o anche il cinese antico, siccome i dialetti min insieme alle lingue bai discendono dal cinese antico), da cui nascono le pronunce di gran parte degli hanja, kanji e Han tu' del chu' Nom.
- Il concetto di "lingua cinese" (hanyu) non va confuso con il cinese mandarino, che è invece una delle famiglie dialettali della lingua cinese (dunque sono "lingua cinese", ma "cinese mandarino" si riferisce a questa precisa famiglia dialettale). La pronuncia standard del cinese moderno standard (vedi avanti) è stata infatti definita ispirandosi alla pronuncia delle parlate appartenenti al gruppo del cinese mandarino, la più grande famiglia linguistica tra quelle in cui si possono raggruppare e classificare i parlanti di cinese. Il più importante gruppo dialettale del cinese moderno è proprio il mandarino: si stima che almeno il 70% di tutti i parlanti nativi del cinese utilizzino una parlata appartenente al gruppo del mandarino[3]. Il dialetto più famoso è quello di Pechino.
- A questo proposito, la lingua cinese (Hanyu) non è da confondere con il dialetto settentrionale più prestigioso e che forma la base di gran parte della varietà standard, cioè il beijinghua (dialetto di Pechino); è una "lingua cinese", ma per la precisione è un dialetto in particolare.
- La lingua cinese (hanyu) include anche le varietà storiche, aventi comunque nomi precisi per identificarle al meglio e evitare la confusione: cinese Antico, cinese degli Han orientali, primo cinese medio, tardo cinese medio, protomandarino, mandarino medio, mandarino tardoimperiale, a cui si aggiungono anche le varietà base dei dialetti da cui discendono le parlate locali come protomin e protoyue.
- Il mandarino medio e il mandarino tardoimperiale sono collegati direttamente alla varietà standard usata dagli amministratori della burocrazia imperiale, che è detta "guanhua" (官话), "la lingua degli ufficiali/il dialetto di corte", usato dunque durante la dinastia Ming e Qing. Lo standard di pronuncia di questa varietà koiné era quella di Nanchino, poi sostituita con quella di Pechino (in cui, per esempio, avvengono numerose palatalizzazioni di consonanti) durante il periodo di massimo splendore della dinastia Qing, che aveva peraltro spostato la capitale da Nanchino a Pechino. La grammatica usata per scrivere i documenti era quella del wenyan, cioè il cinese classico.
- "Cinese classico" si riferisce alla grammatica letteraria, la grammatica arcaica e colta del "wen" (con pronuncia in cinese antico e, a partire dal Rinascimento cinese e khanato mongolo, rispettivamente in cinese medio e protomandarino) in contrapposizione con il baihua e con la grammatica moderna standard. "Letteraria" comunque non indica un limite: il baihua è stato usato per scrivere famose opere letterarie come Il sogno della camera rossa di Cao Xueqin, vissuto nel Settecento.
- Infine, la "lingua cinese" (hanyu) include anche la varietà moderna standard imparata dagli stranieri di tutto il mondo come L2 a scuola o in famiglia o imparata come L1 (lingua nativa) accanto al dialetto, se si eccettuano i casi di parlanti nativi cinesi e non che imparano un dialetto prestigioso e/o conservativo come lo shanghainese e il cantonese o un minnan/hokkien e simili. Il puntonghua o guoyu o huayu indicano tutti e tre il cinese moderno standard, cioè la parlata comune per Costituzione che si studia a scuola o quando si vuole imparare il cinese standard, che si parla all'ONU insieme ad altre cinque lingue e si usa nell'amministrazione nella RPC. Questa parlata è basata come pronuncia sul dialetto di Pechino ed è influenzata dal baihua (ma non solo) a livello grammaticale. In alcune espressioni proverbiali formate da 4 o 8 caratteri, i chengyu, si possono notare strutture del cinese classico. "Puntonghua" (普通话), "parlata comune/corrente" è il nome del cinese moderno standard in cinese utilizzato nella RPC, mentre "zhongwen" (中文) si riferisce per la precisione alla sua versione formale scritta o lingua scritta (la grammatica è pressoché identica a quella colloquiale, ma chiaramente è scevra da colloquialismi), che sostituisce il wenyan (文言). Un terzo nome possibile è, letteralmente, "cinese-standard" 标准汉语. "Guoyu" (国语), "parlata nazionale" è il nome del putonghua originale usato tuttora a Taiwan. "Huayu" (华语), "parlata cinese/hua", è il nome usato a Singapore e nel resto dell'Asia ("hua" è diversoda "han" perché il primo si riferisce a tutti i cinesi in Cina, Asia e nel mondo, mentre "hàn" si riferisce all'etnia di maggioranza in Cina e nel mondo, a cui si affiancano le minoranze etniche; "hàn" deriva dal nome della dinastia Han, che a sua volta prende il suo nome da quello di un fiume in Cina, il fiume Han). Storicamente, il cinese moderno standard è stato creato e reso ufficiale già nel 1932 con il nome di "guoyu" dalla Repubblica di Cina a seguito della caduta della dinastia Qing con l'abdicazione dell'ultimo imperatore Puyi nel febbraio 1912 dopo la rivolta di Wuhan. La lingua, detta poi putonghua, è standard dalla fondazione della Repubblica Popolare Cinese da parte del leader dei comunisti Mao Zedong, avvenuta il 1º ottobre 1949.

## Distribuzione geografica e numero di parlanti
Il cinese inteso nelle sue molteplici varianti ("Hanyu") è una delle lingue più parlate al mondo, a partire dalla Cina (中华人民共和国S, lett. "Repubblica Popolare Cinese") e da Taiwan (中華民國T), proseguendo poi con i diversi paesi del sud-est asiatico (ad esempio Singapore, Malaysia, Indonesia) e alle diverse nazioni del mondo in cui sono presenti significative comunità di origine cinese. In totale ha oltre un miliardo di parlanti, tra parlanti nativi anche residenti all'estero (L1) e non nativi in tutto il mondo (L2), il che la rende la lingua più parlata al mondo al pari dell'inglese, che però conta molti più parlanti non nativi (L2). Per la precisione, secondo Ethnologue (2019), il cinese mandarino (incluso il cinese moderno standard) ha 1,12 miliardi di parlanti totali ed è la lingua più parlata al mondo per numero di parlanti nativi ed è la seconda per numero di parlanti totali. La prima al mondo per numero di parlanti totali è proprio l'inglese.

## Storia

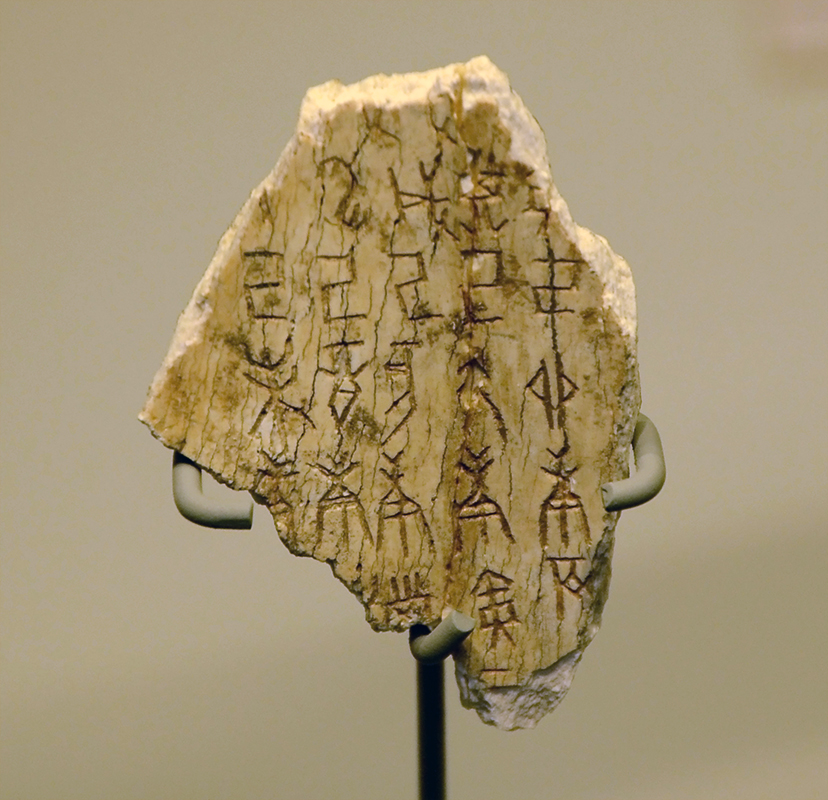
Osso oracolare ritrovato ad Anyang, nello Henan, risalente al 1200 a.C.

### Origini
Le più antiche testimonianze di una lingua cinese scritta sono le iscrizioni di carattere divinatorio incise su ossa oracolari 甲骨文 databili al tardo 1200 a.C., nel periodo che la storiografia cinese identifica tradizionalmente come l'ultima fase della dinastia Shang (商朝, XVI-XI secolo a.C.). Queste iscrizioni oracolari testimoniano come il ruolo della scrittura fosse all'epoca strettamente legato alle pratiche magiche e rituali. Questo carattere strettamente rituale dell'uso della scrittura si mantenne anche durante i secoli iniziali del I millennio a.C. che coincidono con l'avvento della dinastia Zhou (周朝, X-III secolo a.C.). A quest'epoca risalgono infatti moltissimi manufatti in bronzo (vasi, specchi, bracieri, contenitori per il vino, ecc.) recanti iscrizioni rituali, poemi, ed epitaffi.
Questa situazione cambiò soltanto a partire dal IX-VIII secolo a.C., in concomitanza con il declino del potere degli Zhou e l'ascesa dei principati regionali. Fu infatti in questo periodo che la scrittura cinese venne impiegata stabilmente al di fuori della sfera rituale: fu proprio presso le corti dei principi e signori regionali che gli scribi di corte iniziarono a redigere le prime genealogie e a stendere i primi annali delle casate, gesto con cui i nobili affermarono simbolicamente la loro indipendenza dalla casata centrale.

### Il cinese classico
Come per il greco antico, anche per il cinese non siamo in possesso di informazioni dirette sulla pronuncia delle lingue parlate nelle epoche antiche. Informazioni sulla pronuncia e sulla fonologia delle parlate antiche si possono ricavare solo indirettamente tramite lo studio dei documenti scritti che sono stati trasmessi o rinvenuti nel corso dei secoli oppure tramite lo studio dei prestiti cinesi nelle versioni arcaiche delle altre lingue con il metodo comparativo. I testi oggetto di esame possono essere frammenti di testi o poemi, iscrizioni rituali, annali dinastici, testi religiosi, dizionari di rima, ecc. includendo anche i testi dei classici cinesi tramandati fino ai giorni nostri.
La scrittura del cinese si è evoluta nel corso del I millennio a.C., stabilizzandosi progressivamente nel corso del V-III secolo a.C., l'epoca degli Stati Combattenti 战国, e venendo infine standardizzata alla fine del III secolo a.C., a seguito dell'unificazione dell'impero cinese a opera del primo imperatore Qin (秦朝, Dinastia Qin) nel 221 a.C. e con il successivo avvento della dinastia Han (汉朝) a partire dal 206 a.C.

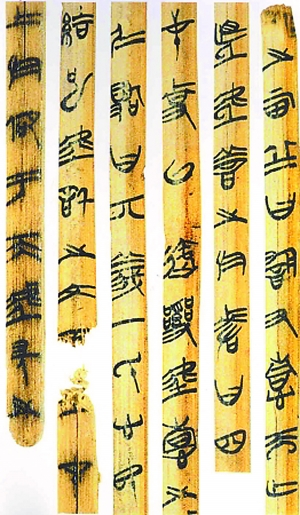
Manoscritto su listarelle di bambù risalente al V-III secolo a.C.

 Questa lingua scritta è il cinese classico (古文S o 文言S), il wenyan, la lingua letteraria in cui è redatta tutta la letteratura riconducibile al periodo degli Stati Combattenti e gran parte della letteratura prodotta in epoca Han (cioè fino al III secolo d.C.), oltre che lo standard per il cinese scritto formale in auge fino al XX secolo. Si tratta di un sistema di scrittura basato sulle lingue parlate in tarda epoca Zhou, ma che va da esse totalmente distinto.

### Le varietà storiche parlate
Gli studiosi contemporanei di lingua cinese individuano due seguenti momenti chiave nella storia del cinese, a cui si aggiunge una specifica parlata intermedia:
- il cinese antico o cinese arcaico (cinese: 上古汉语S) era parlato durante i secoli X-III a.C; ipotetica lingua parlata durante la dinastia Zhou, quella in cui sarebbero stati originariamente composti i grandi testi classici dell'antichità cinese, corrispondente alla pronuncia letteraria del cinese classico stesso. I primi reperti linguistici, su cui si notano i primissimi sinogrammi ufficialmente riconosciuti come tali, sono datati intorno al 1250 a.C. e includono le ossa oracolari per le scapulomanzie. Questo periodo linguistico termina con la fine degli Stati Combattenti e la nascita dell'impero cinese sotto la dinastia Qin nel 221 a.C.
- Uno dei primi linguisti che ha provato a ricostruirlo è stato Bernhard Karlgren (1940-1957), seguito poi da Yakhontov (1959-1965), Pulleyblank (1962), Li Fang-kwei (1971), Baxter (1992), Zhengzhang (1981-1995) e Baxter-Sagart (2014).
- Il cinese degli Han orientali (東漢漢語) (cinese medio degli Han), era parlato durante l'omonima dinastia e diviso in dialetti; si ricostruisce a partire dalle rime delle poesie costruite in questo periodo. È una versione intermedia tra cinese antico e cinese medio della lingua parlata nella zona geografica della dinastia Han orientale, ricostruita dal linguista Weldon Coblin (1983).
- il cinese medio (中古汉语S) era parlato a partire dal VI secolo d.C. circa (epoca della formazione e regno delle dinastie Sui, Tang e Song). Il cinese medio viene a sua volta suddiviso in primo cinese medio e tardo cinese medio per separare due diverse varietà della lingua. Per esempio, il tardo cinese medio (finastia Song) differisce dal primo cinese medio in quanto possiede le consonanti sonore aspirate, come ad esempio /bʰ/, inesistenti nel primo cinese medio e perse nel cinese moderno. Viene parlato durante le dinastie Sui, Tang e Song. Siccome le ultime dinastie corrispondono al "Rinascimento cinese" (anche se il termine "Rinascimento" è di origine europea), si può indicare e pensare come "Cinese rinascimentale". La dinastia Song viene definitivamente deposta dai mongoli nel 1279 e la capitale per la prima volta viene spostata a Pechino. Tra i linguisti che hanno tentato di ricostruirlo si contano Karlgren, Edwin Pulleyblank, Li Rong, Wang Li, Abraham Chan, Zhengzhang e William H. Baxter (2011).

La pronuncia ipotetica del cinese medio è modellata sulle informazioni contenute nel dizionario di rima Qièyùn 切韵 del 601 d.C., che contiene informazioni sulla pronuncia di migliaia di caratteri, e su dizionari di rima dei secoli successivi. Per costruire un modello della pronuncia del cinese antico è invece necessario utilizzare metodi più indiretti, come l'analisi delle rime contenute nei testi antichi pervenuti fino a noi (lo Shijing 诗经 o lo Shujing 书经) oppure effettuando proiezioni "all'indietro" delle pronunce del cinese medio.
| Anni                  | Nome cinese | classificazione moderna                              | classificazione di Bernhard Karlgren | Periodi storici                                                                                    |
| --------------------- | ----------- | ---------------------------------------------------- | ------------------------------------ | -------------------------------------------------------------------------------------------------- |
| ~1250 a.C. - 221 a.C. | 上古漢語T   | cinese antico                                        | cinese arcaico                       | - dinastia Shang - dinastia Zhou - Primavere e autunni - Stati combattenti                         |
| 25 d.C. - 220 d.C.    | 東漢漢語    | cinese degli Han orientali                           | - - -                                | - dinastia Han orientale                                                                           |
| 420 d.C. - 1279 d.C.  | 中古漢語T   | cinese medio primo cinese medio e tardo cinese medio | cinese antico                        | - dinastie del Nord e del Sud - dinastia Sui - dinastia Tang; - dinastia Song (tardo cinese medio) |

Esistono svariati studi di linguistica storica che individuano altre forme di cinese legate a particolari periodi storici. Alcuni esempi:
- cinese Zhou tardo. Espressione riferita alla lingua dei testi dell'epoca dei regni combattenti[7].
- cinese Han medio o tardo cinese Han orientale, a cui si è già accennato. È un'espressione riferita al cinese parlato tra il I secolo a.C. e il I secolo d.C., durante gli Han orientali (25-220 d.C.)[6]
- cinese comune dialettale. Ipotetico antenato comune dei moderni gruppi dialettali del cinese moderno, modellizzato a partire dal confronto tra le moderne varietà locali del cinese, con esclusione dei dialetti del gruppo Mĭn.[8]

A seguito del cinese medio, si contano il primo mandarino (khanato mongolo/dinastia Yuan, in cui le occlusive senza rilascio udibile di suono a fine sillaba si sono lenite in colpi di glottide), il mandarino medio (dinastia Ming e dinastia Qing prima del periodo di massimo splendore, in cui nasce il guanhua con la varietà di pronuncia di Nanchino) e il mandarino tardoimperiale (in cui la varietà di pronuncia è passata a essere quella di Pechino, tale per cui sono avvenute molte palatalizzazioni assenti nella varietà di Nanchino).

#### Studi linguistici
I primi studi linguistici documentati sulle lingue parlate in Cina nei tempi antichi risalgono all'epoca della dinastia Ming. Un fondamentale contributo allo studio del cinese venne dal lavoro del sinologo Bernhard Karlgren, che nel 1957 propose per la prima volta un modello completo in cui ricostruiva il cinese arcaico e antico (a oggi noti rispettivamente come cinese antico e cinese medio). Un altro studio di capitale importanza è quello pubblicato da William Baxter nel 1992.
Bisogna tenere presente i seguenti concetti:
- la lingua in cui sono stati redatti i documenti antichi sino a oggi pervenuti rappresenta con ogni probabilità uno standard letterario in uso durante l'epoca in cui questi stessi sono stati scritti, ma proprio per questo motivo queste forme letterarie vanno trattate come espressione di una koiné, e non come rappresentazioni di una parlata locale in una determinata regione[9].
- Esistono documenti scritti fin dall'epoca Han (Yáng Xióng, 53 a.C. - 18 d.C.) che testimoniano l'esistenza di dialetti e parlate locali nettamente distinte dalla pronuncia "letteraria" dei caratteri cinesi[9].
- Il raffronto con l'esistenza di varianti locali e dialetti nel cinese moderno permette di ipotizzare l'esistenza di parlate vernacolari e dialetti anche per l'epoca Zhou, durante la prima e seconda metà del I millennio a.C[9].
- i documenti contenenti testi riferibili al I millennio a.C. provengono da luoghi e tempi molto lontani tra loro, perciò le informazioni da essi ricavabili difficilmente possono portare alla costruzione di un modello di una vera e propria "lingua"[8].

### Cinese antico e parentesi sui caratteri e la scrittura
Viene chiamato cinese antico (in cinese 上古漢語) o cinese arcaico ed è la forma assunta dalla lingua parlata tra il XIII secolo a.C. e il III secolo d.C. I ritrovamenti che attestano le prime iscrizioni in cinese arcaico consistono in ossa oracolari (gusci di tartaruga e scapole di bue messe sul fuoco a crepare per fare divinazioni), vasi di bronzo, artefatti di giada, ceramiche, specchi di bronzo, pettini e bracieri. Su questi ultimi oggetti venivano inciso il nome del proprietario o brevi composizioni, mentre sui vasi di bronzo in più si incidevano anche degli importanti avvenimenti storici di cui si voleva tenere traccia. La natura cerimoniale, poetica e fortemente rituale di queste iscrizioni si traduce nell'utilizzo di un limitato repertorio di costrutti sintattici, tutti costruiti con parole monosillabiche e pochissime particelle. Per questo motivo, è particolarmente difficile ricostruire, a partire da queste iscrizioni, un profilo accurato della sintassi del cinese parlato all'inizio del I millennio a.C. Bisogna poi tenere in considerazione che i sinogrammi non offrono la pronuncia precisa, come per esempio la offre il pinyin o l'alfabeto IPA, moderni.
Il cinese antico è associato in maniera indissolubile ai classici cinesi come lo Shījīng (诗经), lo Shūjīng (书经), lo Yìjīng (易经), che videro la luce durante i violenti Periodo delle primavere e degli autunni (春秋, 722 - 481 a.C.) e degli Stati Combattenti (475 - 221): durante questi secoli di guerre tra feudi, scoppiate a seguito della caduta della dinastia Zhou (周朝), si assistette appunto alla nascita della letteratura e del pensiero classico cinese e l'elaborazione dei primi classici scritti, compilati e riordinati probabilmente da Confucio, le cui massime di saggezza sono state messe per iscritto nel Lúnyǔ (论语). Opere come il Mencio (孟子), il commentario di Zuo (左传), gli Annali delle primavere e degli autunni (春秋) divennero i modelli per il cinese letterario, ed è a questi testi che spesso si fa riferimento quando si parla di "cinese classico". Nello specifico la lingua in cui sono redatti i testi dell'epoca dei regni combattenti è nota in ambito specialistico come cinese Zhou tardo. In realtà sono stati prodotti tanti altri testi importanti in lingua letteraria, per esempio il celebre Shǐjì (史记) o Memorie di uno storico di Sima Qian (司马迁), il primo storiografo cinese vissuto durante la dinastia Han. A questi si aggiungono molti trattati filosofici oltre a quelli confuciani e al Libro del dao e della virtù (Daodejing 道德经 attribuito a Laozi 老子), che sono i più noti. Due esempi sono il Mozi (墨子) e l'Han Feizi (韩非子), scritto da Han Feizi.
Il cinese antico veniva scritto in caratteri inventati per fare le divinazioni ed erano molto più elaborati e complessi dei caratteri tradizionali, che hanno assunto la loro forma definitiva intorno al cinese medio. I primissimi sinogrammi derivano da immagini riprodotte, alla maniera dei geroglifici. Per esempio, quelli che oggi sono i radicali Kangxi sono quasi tutti dei pittogrammi, oltre a dei tratti base inseriti per errore nel dizionario Kangxi. Un esempio di pittogramma già attestato nel cinese antico è 雨, che raffigura le gocce di pioggia che scendono da una nuvola oggi squadrata. I caratteri si sono poi moltiplicati durante la dinastia Qin e Han, durante le quali si fondò un complesso apparato burocratico imperiale che aveva bisogno anche della scrittura per funzionare. Pertanto sono nati i prestiti fonetici, in cui un carattere a causa della pronuncia identica muta significato senza modificarsi (ex. 來 "lai", oggi 来, indicava il grano, mentre successivamente ha iniziato a indicare il concetto di "venire, arrivare"), e i composti logici e fonetici, in cui c'è un componente a sinistra che indica l'ambito del concetto (偏, piān) e uno a destra che rende o la pronuncia o il senso logico in combinazione col componente a sinistra (旁, páng). In altre combinazioni, i caratteri erano l'uno sopra l'altro o incassati. I caratteri, durante la loro proliferazione, assunsero anche delle varianti regionali e delle semplificazioni. In totale, durante tutto il cinese medio furono inventate alcune migliaia di caratteri.
Xu Shen (许慎), vissuto durante la dinastia Han, spiegò la composizione dei sinogrammi indicando queste categorie e ideò una lista di 540 radicali, i componenti minimi dei sinogrammi. La lista, durante il periodo Qing, verrà scalata a 214 da Mei Yingzuo e verrà riproposta nel dizionario Kangxi (康熙字典), che dà il nome a questi "mattoncini" dei caratteri, detti anche bushou (部首). Questi radicali, importanti per imparare i caratteri non memorizzati e cercarli in un dizionario (uno dei primi lo scrisse proprio Xu Shen e si chiamava Shuowen jiezi 说文解字), corrispondono spesso al pian e sono usati anche per classificare i caratteri cinesi presi in prestiti nelle altre lingue tra la fine del cinese antico e l'inizio del cinese medio.
Durante il periodo Han è stata inventata la stampa a impressione effettuata su strisce di seta. Infatti, nella Cina antica, si scriveva anche sulla seta e sui listelli di bambù legati insieme, come suggerisce il pittogramma 冊 (oggi 册). Nello Shuowen jiezi si può anche trovare il significato originale di 等, che indicava i listelli di bambù ordinati su cui scrivere (oggi significa "aspettare" e "eccetera") e ha il radicale del bambù (竹) in alto. La seta e i listelli di bambù si uniscono agli oggetti in bronzo e ossa dei secoli passati. I sinogrammi si potevano anche scolpire su pietra. Per scrivere, si utilizzava un pennino ottenuto da un ramoscello, rinforzato più avanti con un cappuccio in cuoio. In un secondo momento è poi stato inventato il pennello coi peli, che permettevano gli svolazzamenti calligrafici. L'inchiostro veniva ottenuto con una miscela di vischio e resine fuse col calore e unite alla fuliggine, ottenuta bruciando il legno e filtrando il tutto. Il carattere stesso che indica l'inchiostro, 墨, è composto da 黒 (oggi 黑) e 土. Il primo carattere indica il colore nero ed è una canna fumaria stilizzata sopra un fuoco stilizzato con quattro puntini, mentre il secondo indica la terra o polvere. Oltre al colore dell'inchiostro, c'è un palese riferimento alla fuliggine. L'inchiostro liquido veniva poi colato in uno stampino decorato con incisioni, fatto raffreddare in un blocchetto ed eventualmente profumato per ridurre l'odore di inchiostro. Per scrivere, il mattoncino di inchiostro si bagnava con l'acqua e si strofinava su una pietra per scioglierlo. Aggiungendo più o meno acqua all'inchiostro, si potevano effettuare calligrafie a filo d'erba. La carta, ottenuta dalla pelle delle canne di bambù bollite, sarà inventata più avanti.
A livello fonetico, il cinese arcaico è oggetto di dibattito tra i linguisti, a differenza del cinese medio, su cui c'è molto più accordo. Tuttavia esiste un nucleo di suoni e caratteristiche su cui c'è consenso pressoché universale. Innanzitutto, non era una lingua tonale. Poteva avere cluster/gruppi vocalici piuttosto complessi come nucleo di sillaba, contrariamente al giapponese arcaico. Aveva la distinzione tra consonante sorda, sonora e sorda aspirata, che si conserva in cinese medio. Aveva inoltre i suoni nasali sordi, come */m̥/-, */n̥/-, */l̥/ e */ŋ̊/-, tali per cui si sente solo uno sbuffo d'aria. A fine sillaba poteva avere tre code nasali *-m *-n e *-ng oppure i tre stop consonantici senza rilascio di suono *-p, *-t e *-k. Infine, poteva anche avere un cluster/gruppo consonantico che terminava in *-s e lo stacco glottale/colpo di glottide sia a fine sillaba che in posizione iniziale. Non aveva consonanti palatali e retroflesse, originate molto probabilmente da cluster a inizio sillaba con /r/ vibrante al secondo membro. Il sistema vocalico, secondo gran parte delle ricostruzioni, aveva sei vocali: */a/, */e/, */i/, */o/, */u/; la sesta, in base alle ricostruzioni, varia da */ɨ/ a una vocale neutra /ə/ fino a */ɯ/. Molte altre caratteristiche sono tema di dibattito, come ad esempio la presenza di altri suoni oltre a quelli base su cui c'è consenso, la presenza di *-r a fine sillaba (come proposto da Baxter e Sagart nella loro ricostruzione del 2014) poi mutata in *-/n/ e la presenza di consonanti faringalizzate, accolte nella ricostruzione appena menzionata. Le consonanti faringalizzate, presenti anche in lingue semitiche come l'arabo e l'ebraico antico, si pronunciano tenendo gli organi fonatori già in posizione di faringalizzazione, che restringe il flusso d'aria rendendo il suono soffocato, cupo e strozzato. Per la precisione, bisogna avvicinare la radice della lingua alla parete della faringe. Si pensi, ad esempio, alla distinzione in arabo tra /d/ e /dˁ/. Peraltro l'arabo viene chiamato "la lingua del ḍād" perché è l'unica lingua al mondo a contenere questo suono, a meno che non si dimostri che la ricostruzione del cinese arcaico di Baxter-Sagart è corretta, siccome avrebbe anche lei questo suono.
Durante il periodo del cinese Han medio (25-220 d.C.), secondo la ricostruzione di Coblin, i suoni nasali aspirati forse si erano persi e probabilmente si erano già formati i suoni palatali. Questi ultimi deriverebbero da una semivocale *-/j/ appena dopo una consonante. La *-s finale si andava lenendo in un'aspirazione /h/ per poi cadere del tutto e i cluster a inizio sillaba erano spariti.

### Cinese medio
L'utilizzo del cinese medio (中古汉语S, zhōnggǔ hànyǔP si registra a partire grossomodo dalla nascita e presa di potere della dinastia Sui (隋朝 581-618) e durante i secoli della dinastia Tang (唐朝 618-907) e della dinastia Song (宋朝 960-1279). Il cinese medio è una lingua dalla struttura più complessa rispetto a quella delle primissime opere della letteratura cinese. La sua pronuncia è interamente ricostruita sulla base di studi linguistici operati sulle fonti documentali a disposizione, dal momento che non esisteva all'epoca del suo utilizzo un sistema di trascrizione della pronuncia fonetica simile al moderno pinyin.
Nell'ambito degli studi di linguistica si suddivide comunemente in due fasi: il primo cinese medio e il tardo cinese medio.

#### Storia e produzione
La dinastia Sui fu la prima a riunire i territori della Cina continentale sotto un unico potere centrale a tre secoli dalla caduta della dinastia Han, avvenuta nell'anno 220. A essa seguirono la dinastia Tang e dopo un breve intervallo la dinastia Song, il cui dominio si concluse con l'avvento della dinastia mongola degli Yuan (元朝).
Le principali fonti documentali disponibili in cinese medio sono le principali opere letterarie prodotte sotto queste dinastie, in particolare le celebri poesie di epoca Tang (唐诗T) e Song (宋诗T). Si tratta di opere composte nello stile letterario colto (文言T, wényánP) caratterizzato da una grammatica molto snella e parole perlopiù monosillabiche. Dal momento che queste poesie erano composte tenendo conto anche delle modulazioni tonali delle sillabe, la loro diffusione portò alla nascita dei cosiddetti rimari o dizionari di rima, importanti strumenti utilizzati per comporre o imparare correttamente la pronuncia delle sillabe per una corretta declamazione delle poesie più famose. A fianco di queste opere di natura colta comparvero negli stessi secoli anche le prime opere scritte nel registro della cosiddetta lingua vernacolare e dialettale che diverrà nota nei secoli successivi con il termine “baihuà” (白话S).
Tutte le opere scritte in cinese medio non facevano uso della punteggiatura (che nel cinese compare soltanto in epoca moderna).

#### Documenti e altre fonti
Come per il cinese antico anche la pronuncia del cinese medio è interamente ricostruita e non è attestata perché i rimari dell’epoca e i vocabolari non facevano uso di sistemi univoci per indicare la pronuncia (l'invenzione del pinyin risale infatti alla seconda metà del Novecento). Nelle tabelle di pronuncia un suono ricostruito si indica anteponendo un asterisco (*) alla pronuncia IPA.
Le principali fonti scritte a disposizione degli studiosi di linguistica per la ricostruzione della pronuncia del cinese medio sono i componimenti poetici e dizionari di rima (questi ultimi permettono di ricostruire le rime di migliaia di caratteri, ordinati in base al nucleo di sillaba). Le due fonti considerate più preziose per ricostruire il primo cinese medio sono il Qieyun (切韵T, QièyùnP), un rimario contenente 11 500 caratteri pubblicato nell'anno 601, e il Guangyun (广韵T, GuǎngyùnP), un secondo rimario redatto tra 1007 e 1008 con oltre 26 000 singole voci, considerato come una versione correttiva ed ampliata del precedente. Queste due tavole di rima forniscono importanti informazioni sulla varietà di cinese orale che veniva utilizzata per declamare le poesie.
Ulteriori informazioni sul cinese medio si possono ricavare dallo studio dei dialetti conservativi rispetto al cinese medio, come lo shanghainese (famiglia wu 吴) e il cantonese (dialetto yue 粤), e dall'analisi dei prestiti cinesi in altre lingue, termini che spesso sono riconducibili alla loro versione arcaica e ricostruita.

#### Ricostruzione della pronuncia
Nel caso del cinese medio c’è una generale concordanza tra i linguisti (specie se si confrontano gli studi sul cinese medio con gli studi sul cinese arcaico, che presenta diversi problemi più complessi), in particolare per quanto riguarda l’assetto consonantico. Il sistema consonantico è molto più complesso rispetto al mandarino standard (putonghua): mentre in quest’ultimo non c’è chiara distinzione tra consonante sorda e sonora non aspirata, in cinese medio essa è presente. A causa di ciò, dalle coppie del cinese moderno ( /b/~/p/ e /pʰ/ oppure /d/~/t/ e /tʰ/ ) si ricavano triplette in cinese medio (come */b/, */p/ e /pʰ/ oppure */d/, */t/, */tʰ/ ). Distinzioni come queste rimangono a tutt'oggi solo nello shanghaiese. Questa distinzione tra consonante sorda e sonora appare anche in coppie come */s/ e */z/ piuttosto che */x/ e */ɣ/. Anche i suoni palatali e retroflessi, nati forse da dei gruppi consonantici a inizio sillaba, presentavano questa suddivisione netta.
Come coda di sillaba, erano presenti occlusive senza rilascio di suono in zona bilabiale *-p (/p̚/), dentale *-t (/t̚/) e velare *-k (/k̚/). Queste occlusive restano oggi nel cantonese e si possono notare anche nei chữ nôm vietnamiti, negli hanja coreani e adattati in alcuni kanji in giapponese. Nella pronuncia del mandarino standard sono invece caduti. In coreano l'occlusiva *-t diventa una consonante laterale -/l/ perché, in una varietà settentrionale di cinese medio, la *-t si era lenita in una -*r.
Sempre a fine sillaba, c’era una distinzione tra *-n e *-m, che oggi in cinese standard convergono in -/n/ , mentre restano distinti in vietnamita e coreano. Infine, il suono -/ŋ/ poteva apparire a inizio sillaba, mentre oggi si conserva in cantonese e nei prestiti in vietnamita e in giapponese si preferisce adattare con una /g/-. Un discorso simile si può fare sulla consonante */ɲ/-, da cui deriva in suono R- /ʐ/ in putonghua (che deriva da una mutazione di */ɲ/- in */ɻ̃/- durante il tardo cinese medio) e si trova adattata in /n/- in alcuni kanji e chu nom. Se si fa un ragionamento opposto, da queste lingue e dalle loro varietà arcaiche si può ricostruire il cinese medio e rintracciarne le corrispondenze, nel momento in cui si prendono in esame i prestiti. Questi ultimi, siccome in queste precise lingue si scriveva con i caratteri importati dall’Impero cinese, sono rintracciabili proprio dai sinogrammi. Questi ultimi, insieme alla lingua cinese, hanno avuto un'enorme influenza su queste lingue. Per esempio, i sillabari katakana e hiragana del giapponese nascono da una stilizzazione di alcuni sinogrammi, come anche l'arricchimento dell'inventario fonetico giapponese (ad es. il suono nasale a fine sillaba) e del suo vocabolario. Anche il vocabolario vietnamita e coreano sono pieni di prestiti cinesi.
Riguardo al sistema vocalico, erano presenti anche dei nuclei sillabici molto complessi e alcune differenze (per esempio, la vocale alta centrale /ɨ/ si utilizzava in contesti diversi rispetto agli odierni “ZHI, CHI, SHI, ZI, CI, SI, RI”, mentre /y/ e /ɤ/ non esistevano).
Su tanti altri cambiamenti del cinese medio non c'è accordo totale, perché cambiano in base a quale versione di antico cinese si prenda come punto di partenza. Per esempio, se si prende la ricostruzione di Baxter (1992), si nota che la *g- del cinese arcaico si lenisce in *h sonora in cinese medio: si perde il contatto tra organi. Allo stesso modo, alcune sillabe che iniziavano con */l/- sono mutate in */d/- in cinese medio.

#### Sistema tonale
Il cinese medio aveva già sviluppato i toni e, per la precisione, aveva un tono piano, uno crescente e uno decrescente. Le sillabe che possiedono una consonante, le cui vocali venivano modulate brevemente, venivano definite come aventi il “tono entrante”. Il tono crescente, che in larga misura corrisponde al tono crescente del putonghua, deriva dalla caduta di un colpo di glottide a fine sillaba, mentre il quarto tono, anch’esso molto corrispondente all’attuale quarto tono, deriva da una caduta di *-s nei gruppi consonantici a fine sillaba. Mutazioni molto simili sono avvenute anche in vietnamita, che nella varietà media aveva già perso questi due suoni a fine sillaba. Tutte le sillabe che in cinese arcaico non avevano -/ʔ/, -s e un'occlusiva senza rilascio di suono hanno sviluppato il tono piano. Chiaramente, andando per esclusione, quelle con le occlusive senza rilascio sono andate nella categoria “tono entrante” finché le occlusive non sono cadute in putonghua. Quello delineato finora è un quadro generico di come sono nati i toni nel cinese medio.
Il putonghua possiede quattro toni e il primo tono corrisponde a quello piano del cinese medio, mentre il quarto tono corrisponde a quello decrescente della varietà media. Entrambi grossomodo si sono conservati, mentre svariate sillabe che avevano il tono crescente in cinese medio si sono suddivise in secondo e terzo tono attuali, senza poi dimenticare che la categoria “tono entrante” è sparita con la caduta delle occlusive: tutte queste sillabe dovevano assumere un’intonazione.

#### Sistemi di trascrizione
La trascrizione del cinese medio, scritto con i caratteri tradizionali, si effettua o con l’alfabeto fonetico internazionale IPA o con un sistema di trascrizione creato dal linguista William Baxter, ideato da una semplificazione del sistema “Karlgren-Li”. Non utilizza diacritici, ma si limita alle lettere dell’alfabeto latino base. La modulazione tonale viene segnalata con una “X” come apice o scritta in stampato accanto alla sillaba per indicare l’intonazione crescente e con una “H” per indicare quella decrescente. Se non è segnato nulla, è sottinteso un tono piano o la categoria “tono entrante” se è presente un'occlusiva senza rilascio.

### Cinese mandarino (primo mandarino e mandarino medio)
Molti cinesi che vivono nel nord della Cina, nel Sichuan (四川S, SìchuānP) e in un vasto arco dal nord-est (Manciuria, 满洲S, MǎnzhōuP) al sud-ovest (Yunnan, 云南S, YúnnánP), usano vari dialetti del mandarino come loro lingua (vedere le tre regioni colorate gialle e marroni nella cartina laterale). La prevalenza del mandarino nella Cina del nord è in gran parte il risultato della geografia, vale a dire le pianure della Cina settentrionale che hanno favorito un'ampia diffusione della lingua. Al contrario, le montagne ed i fiumi della Cina del sud hanno promosso la diversità linguistica. La presenza del mandarino nel Sichuan è invece in gran parte dovuta ad un'epidemia di peste del XII secolo. Questa epidemia, che può essere collegata con la morte nera, spopolò la zona, portando a stanziamenti successivi nella Cina del nord.
In generale, il protomandarino ha iniziato a svilupparsi con la fine del tardo cinese medio e della caduta della dinastia Song, avvenuta nel 1279 ad opera dei mongoli. Dopo la caduta della dinastia Yuan, sono succedute la dinastia Ming (1368-1644) e la dinastia Qing (1644-1912), durata fino all'abdicazione di Puyi, l'ultimo imperatore cinese. Durante la dinastia Ming e il primo periodo della dinastia Qing è databile il mandarino medio. Il periodo mandarino finisce nel momento in cui viene standardizzato nel corso del Novecento ad opera degli intellettuali e degli sforzi del regime comunista insediatosi nel 1949, quando Mao Zedong vinse la guerra civile contro i nazionalisti. Il Putonghua, chiamato Guoyu 国语, era già stato dichiarato lingua standard nella Repubblica di Cina nel 1932.

### Cinese moderno
A partire dal XX secolo, con il termine "lingua cinese", in cinese zhongwen (中文S, zhōngwénP, lett. "lingua cinese scritta") o hanyu (漢語T, 汉语S, hànyǔP, lett. "lingua cinese parlata"), ci si riferisce semplicemente al cosiddetto mandarino standard o putonghua, (普通话S, pǔtōnghuàP), la lingua ufficiale basata in larga misura sul dialetto di Pechino (北京话S, Běijīng huàP) con annesso un insieme di caratteri semplificati e standardizzati per separarli dalle numerose variazioni regionali e storiche. È la lingua adottata nella Repubblica popolare cinese e a Taiwan e riconosciuta ufficialmente in Malaysia e Singapore.
Fino alla metà del XX secolo, la maggior parte dei cinesi residenti nella Cina del sud non avevano mai parlato mandarino ed usavano solo la loro varietà nativa locale di cinese. Essendo Nanchino (南京) la capitale dell'Impero durante la prima dinastia Ming (明朝), il mandarino di Nanchino divenne dominante almeno fino agli ultimi anni dell'Impero Qing (清朝), che rese il manciù la lingua ufficiale. Dal XVII secolo, l'Impero aveva fondato accademie di ortoepia (正音書院/正音书院 zhèngyīn shūyuàn) nel tentativo di conformare la pronuncia al modello di Pechino (北京S, BěijīngP, era capitale dei Qing), ma questi tentativi ebbero poco successo. Il mandarino di Nanchino, infine, venne sostituito nella corte imperiale con il mandarino di Pechino durante gli ultimi 50 anni della dinastia Qing, verso la fine del XIX secolo. Per la popolazione in generale, anche se le varietà del mandarino erano già ampiamente parlate in Cina, non c'era però uno standard di questa lingua. I non Mandarini della Cina del sud, inoltre, continuavano a parlare i loro dialetti regionali in ogni aspetto della vita quotidiana. Il nuovo modello di mandarino della corte di Pechino era usato solo dai funzionari e dagli impiegati dello Stato ed aveva quindi una diffusione piuttosto limitata.
Questa situazione cambiò a partire dalla metà del XX secolo con la creazione (sia nella Repubblica Popolare Cinese che nella Repubblica di Cina, ma non ad Hong Kong 香港) di un sistema educativo obbligatorio che prevedeva l'insegnamento del mandarino standard. Di conseguenza, il mandarino ora è parlato fluentemente dalla maggior parte dei cittadini giovani e di mezza età nella Cina continentale e a Taiwan (台湾), in cui viene chiamato "guoyu" (国语). Le differenze tra il mandarino della Cina continentale e Taiwan sono minime, mentre una differenza più grossa si nota nella scrittura in quanto a Taiwan si usano ancora i caratteri tradizionali invece di quelli semplificati nella metà Novecento. A Hong Kong, durante il periodo coloniale britannico si parlava il cantonese standard (广东话), che rimane la lingua ufficiale dell'istruzione, dei discorsi formali e della vita quotidiana, ma dopo il passaggio alla Cina del 1997 il mandarino sta diventando sempre più influente; tuttavia anche qui si usano ancora i caratteri tradizionali. Un simile discorso si può fare anche per Macao, in cui si parla la varietà locale di cantonese.

## Classificazione

### Lingua o famiglia di lingue?
Il cinese parlato contiene molte varianti regionali spesso non mutuamente comprensibili. In Occidente, molta gente è a conoscenza del fatto che le lingue romanze derivano dal latino e ciò offre aspetti comuni da un lato mentre la maggior parte di esse sono reciprocamente incomprese dall'altro. Lo sviluppo linguistico del cinese è simile, mentre il contesto sociopolitico è stato abbastanza differente. In Eurasia occidentale, la frammentazione etnica ha generato Stati indipendenti di dimensioni approssimativamente simili a quelle delle province cinesi: ciò ha generato modelli culturali e letterari separati fra le nazioni e di standardizzare la lingua all'interno di ogni nazione. In Cina, un campione culturale e letterario unico (il cinese classico e, successivamente, il cinese vernacolare) ha continuato ad esistere mentre, allo stesso tempo, la lingua parlata fra le città e le province ha continuato a divergere, un po' come nel resto d'Eurasia, come risultato delle dimensioni del paese, della mancanza di comunicazioni, delle montagne e della geografia.
Ad esempio, la Cina del sud, montagnosa, mostra una diversità linguistica più accentuata della Cina pianeggiante del nord. C'è persino un detto in cinese: "le barche nel sud e i cavalli nel nord" (南船北馬 pinyin: nánchuán-běimǎ). Le pianure della Cina del nord permettono di essere attraversate con facilità usando un cavallo, ma la vegetazione densa e le montagne ed i fiumi numerosi del sud impediscono lunghi viaggi. Nella Cina meridionale, il mezzo di trasporto più efficiente era la barca. Per esempio, Wuzhou è una città sita a circa 120 miglia a nord da Canton, capitale del Guangdong della provincia nel sud. D'altra parte, Taishan è soltanto 60 miglia a sud-ovest di Canton, ma parecchi fiumi devono essere attraversati per arrivarci. A causa di questo, il dialetto parlato a Taishan, rispetto al dialetto parlato a Wuzhou, è molto diverso dal cantonese standard parlato nei dintorni di Canton (Ramsey, 1987).
Questa diversità delle forme parlate e la comunanza della forma scritta ha generato un contesto linguistico che è molto differente da quello europeo. In Europa, la lingua di ogni nazione è stata standardizzata solitamente per essere simile a quella della capitale, rendendo facile, per esempio, classificare una lingua come francese o spagnola. Ciò ha avuto l'effetto di accentuare le differenze linguistiche lungo le divisioni amministrative degli stati. Inoltre, la lingua scritta viene modellata su quella della capitale e l'uso del dialetto locale o di forme ibride viene percepito come socialmente inferiore quando non completamente errato. In Cina, questa normalizzazione non è accaduta. Più simile alla situazione della Cina è quella dell'India. Benché l'India non sia stata storicamente unificata come la Cina, molte delle lingue multiple, parlate da molto tempo, sono state unificate in vari stati e molte standardizzate solo da qualche decennio. Il sanscrito ha svolto un ruolo di lingua scritta comune per secoli. In India, tuttavia, la classificazione delle lingue discendenti del sanscrito come lingue separate non è in discussione: 18 sono le lingue ufficiali.
Pochi linguisti sostengono seriamente che cantonese e mandarino siano la stessa lingua nel senso letterale del termine, ma per la percezione popolare di una lingua o di un dialetto, le considerazioni linguistiche spesso non sono importanti tanto quanto quelle culturali o nazionalistiche. Nel descrivere la loro lingua, i cinesi considerano il cinese come una singola lingua, in parte a causa della lingua scritta comune. Per descrivere i dialetti, la gente cinese usa tipicamente l'espressione "il dialetto del posto", per esempio "dialetto di Pechino" (北京話/北京话) per la parlata di Pechino o "dialetto di Shanghai" (上海話/上海话) per la parlata di Shanghai. Spesso non c'è neppure alcuna consapevolezza fra la gente che questi vari "dialetti" sono categorizzati in "lingue" basate su chiarezza reciproca, comunque nelle zone di grande diversità (quale il sud-est) si pensa ai dialetti come raggruppati nelle categorie wu e hakka. Così, anche se in molte zone della Cina del nord le lingue sono abbastanza omogenee, nelle zone della Cina del sud, le città importanti possono avere dialetti che sono soltanto marginalmente comprensibili persino ai più vicini. Ciononostante, c'è la tendenza a considerare tutti questi idiomi come variazioni di un'unica lingua cinese.
Nel concetto di lingua cinese in sé, le divisioni fra i differenti "dialetti" sono principalmente geografiche piuttosto che basate sulla distanza linguistica. Per esempio, il dialetto del Sichuan è considerato tanto distinto dal dialetto di Pechino quanto il cantonese, malgrado il fatto che linguisticamente sia il dialetto di Sichuan che il dialetto di Pechino siano entrambi dialetti del mandarino per i linguisti ma non per i cantonesi. A causa di questa percezione di unicità della lingua cinese da parte della maggioranza di coloro che la parlano, alcuni linguisti rispettano questa terminologia ed usano la parola "lingua" per il cinese e "dialetto" per il cantonese, ma i più seguono il requisito di chiarezza e considerano il cinese essere un gruppo di lingue, poiché queste lingue appaiono reciprocamente incomprensibili e mostrano una variazione paragonabile alle lingue romanze. Poiché molte zone sono rimaste a lungo linguisticamente distinte, non è sempre chiaro se il parlato di una regione particolare della Cina dovrebbe essere considerato di diritto una lingua o un dialetto di un'altra lingua e molte delle lingue non hanno confini precisi fra loro. Il loro numero varia fra sette e diciassette secondo quanto è rigoroso il criterio di chiarezza.
La distinzione fra una singola lingua e una famiglia di lingue ha tratti politici importanti, se non decisivi. Per qualcuno, descrivere il cinese come un insieme di lingue differenti implica che la Cina dovrebbe realmente essere considerata un insieme di nazioni e sfida la nozione dell'unica etnia cinese Han. Qualche cinese trova scomoda l'idea che il cinese non sia una sola lingua, poiché questa percezione potrebbe alimentare secessionismi. I sostenitori dell'indipendenza taiwanese si sono fatti promotori di una formazione con lingua hakka. Per altri descrivere il cinese come lingua multipla porta alla nozione che singola lingua cinese e implicitamente un solo Stato cinese è antica, oppressiva, artificiale e fuor di realtà. Tuttavia, i collegamenti fra origine etnica, politica e lingua possono essere complessi. Per esempio, molti Wu, Min, Hakka e Cantonesi considerano le loro lingue come lingue parlate separate e la etnia cinese di Han come una singola entità, senza considerare queste due posizioni come contraddittorie; invece considerano l'etnia di Han come un'entità caratterizzata da un'enorme diversità interna. Inoltre, il governo della Repubblica popolare cinese dichiara ufficialmente che la Cina è una nazione multietnica e che il termine stesso "cinese" si riferisce ad un più vasto concetto chiamato zhonghua minzu comprendente gruppi che non parlano affatto cinese, come tibetani, uiguri e mongoli (quelli che parlano cinese e sono considerati "cinesi" dal punto di vista dello straniero sono denominati "cinesi Han", concetto inteso in senso etnico e culturale, non politico). Similmente, in Taiwan si possono trovare i sostenitori dell'unificazione cinese, interessati a promuovere la lingua locale, ed i sostenitori dell'indipendenza di Taiwan che hanno poco interesse per l'argomento. E, in analogia con l'idea cinese del zhonghua minzu, l'identità taiwanese incorpora aborigeni di Taiwan, per niente considerati cinesi Han perché parlano lingue austronesiane, perché migrati prima dei cinesi Han a Taiwan e perché geneticamente e culturalmente collegati agli austronesiani della Polinesia.

### Varietà e gruppi dialettali

Le varietà di lingue nella Cina orientale

Le sette varietà linguistiche principali del cinese sono:
- cinese mandarino (oggi sinonimo di "lingua cinese standard" 普通话 o 国语);
- wu 吳 (include lo shanghainese 上海话 o 沪语);
- xiang 湘;
- gan 贛;
- hakka/kejia 客家;
- yue 粵 (o "cantonese" 广东话);
- min 閩 (che alcuni linguisti dividono ulteriormente in 5-7 suddivisioni, tutte reciprocamente incomprensibili o quasi).

I linguisti che distinguono dieci anziché sette gruppi importanti separano anche il jin dal mandarino, il pinghua dal cantonese e lo hui dal wu. Ci sono inoltre molti gruppi più piccoli che ancora non sono classificati, come: il dialetto di Danzhou, parlato a Danzhou, sull'isola di Hainan; lo xianghua 乡话 (da non confondere con lo xiang 湘, parlato a occidente nello Hunan); e lo shaozhou tuhua, parlato a nord nel Guangdong.
Il mandarino standard è basato sul dialetto di Pechino (北京话), ovvero il mandarino come è parlato a Pechino, e il governo cerca di imporlo a tutta la nazione come linguaggio nella comunicazione. Quindi è usato dal governo, dai mezzi di comunicazione e nell'istruzione nelle scuole, pur non essendo in molte aree la lingua comunemente parlata dalla gente. Prima del periodo di massimo splendore della dinastia Qing, la varietà di pronuncia base era quella di Nanchino, in cui per esempio non erano avvenute molte palatalizzazioni. Si pensi allo stesso nome di "Pechino" e "Nanchino", oggi Beijing e Nanjing.
Lo yue invece si basa sulla varietà standard di Canton (广州), a cui si affianca la variante prestigiosa di Hong Kong (香港), che ha perlopiù qualche differenza nella pronuncia e vocabolario. La terza varietà più prestigiosa è quella di Macao 澳门, in cui si parla anche una varietà di portoghese dalla pronuncia simile alla varietà lusitana/europea.
Il dialetto wu invece, come dialetto più prestigioso, ha chiaramente lo shanghainese, con cui sono state prodotte anche numerose opere letterarie.
I dialetti min, conservativi come il cantonese e lo shanghainese, sono molto usati per ricostruire l'antico cinese siccome discendono direttamente dall'antico cinese (e non dal primo cinese medio, come il cantonese e il wu) e hanno come sottogruppo prestigioso i minnan, che raccolgono tutti gli hokkien ("hokkien" deriva dalla pronuncia dialettale di Fujian 福建). Alcuni minnan prestigiosi sono l'amoy hokkien (parlato a Xiamen 厦门), l'hokkien taiwanese (parlato nell'isola di Taiwan, anticamente detta "Formosa"), il quanzhou/chinchew, il chaozhou/teochew, lo shangtou/swatou e lo zhangzhou/changchew, dai nomi delle zone in cui sono parlati.
C'è polemica intorno alla terminologia usata per descrivere le suddivisioni del cinese, tra chi preferisce denominare il cinese una lingua e le relative suddivisioni dialetti (方言), ed altri che preferiscono denominare il cinese una famiglia linguistica e le relative suddivisioni idiomi. Ciò anima più di un dibattito. D'altra parte, anche se il dungano è collegato strettamente al mandarino, sono in molti a non considerarlo "cinese", perché è scritto in cirillico ed è parlato dal popolo dungano al di fuori dalla Cina, che non è ritenuto di etnia cinese.
È comune per chi parla cinese poter parlare parecchie varietà della lingua. Tipicamente, nella Cina meridionale, una persona potrà parlare col funzionario il mandarino standard, in altri contesti il dialetto locale ed occasionalmente un altro dialetto regionale, come il cantonese. Tali poliglotti alternano frequentemente il mandarino standard con il dialetto locale, secondo la situazione, cosicché il bilinguismo è un tratto molto comune sia nella Cina continentale che a Taiwan.

## Fonologia

I quattro toni del cinese

Tutte le varietà del cinese sono lingue tonali, dove l'altezza (e le variazioni) del tono di voce con cui si pronuncia una sillaba comportano sostanziali modifiche di significato.
Il cinese standard distingue quattro diversi toni (声调): piano (一声), ascendente (二声), discendente-ascendente (三声) e discendente (四声), ma ne ha cinque se si conta anche il tono neutro 轻声. . Nella tabella sono indicate alcune delle possibili trascrizioni corrispondenti al suono pronunciato:
| Carattere | Pronuncia (Pinyin) | Tono                      | Significato              |
| --------- | ------------------ | ------------------------- | ------------------------ |
| 媽/妈     | mā                 | 1º piano                  | mamma                    |
| 麻        | má                 | 2° ascendente             | canapa                   |
| 馬/马     | mǎ                 | 3º discendente-ascendente | cavallo                  |
| 螞/蚂     | mà                 | 4º discendente            | cavalletta               |
| 嗎/吗     | ma                 | (5°) neutro               | particella interrogativa |

Il numero (e il tipo) di toni può cambiare al variare della varietà o del dialetto locale considerato: in alcune parlate diffuse nella Cina del sud si arriva anche a 6 o 7 toni diversi, a cui si aggiunge il tono entrante, cioè un'intonazione della vocale breve e sfuggita perché seguita anticamente da uno stop senza rilascio di suono udibile (conservato in cantonese e in svariati minnan) oggi caduto o modificatosi a partire dai tempi del khanato mongolo in un colpo di glottide/stacco glottale a fine sillaba (che resta nei dialetti settentrionali).

## Sistema di scrittura

Lingua cinese (scritta), in caratteri cinesi

Il rapporto fra le lingue parlate e scritte cinesi è complesso. Questa complessità è dovuta al fatto che le numerose varietà del cinese parlato hanno attraversato secoli di sviluppo almeno a partire dalla Dinastia Han. Tuttavia lo scritto è cambiato molto meno. Fino al XX secolo, la maggior parte della scrittura cinese convenzionale è stata fatta in wényán (文言), tradotto come "cinese classico" o "cinese letterario", molto differente dalle varietà parlate di cinese, un po' come il latino classico lo è dalle moderne lingue romanze. Dal movimento del 4 maggio 1919, il modello convenzionale per il cinese scritto è stato cambiato in báihuà (白話/白话), o cinese vernacolare, non completamente identico alla grammatica ed al vocabolario del mandarino parlato moderno, anche se basato principalmente su di esso. Il termine "cinese scritto standard" si riferisce ora al cinese vernacolare.
I caratteri cinesi sono intesi come morfemi che sono indipendenti dal cambiamento fonetico. Quindi, anche se "uno" è yī in mandarino, yat in cantonese e tsit in hokkien, questi termini derivano tutti da una parola cinese antica comune e condividono un carattere identico. Tuttavia, le ortografie dei dialetti cinesi non sono identiche. I vocabolari usati nei vari dialetti divergono. In più, mentre il vocabolario letterario è condiviso fra tutti i dialetti (almeno nell'ortografia; le letture sono differenti), i lessici quotidiani sono spesso differenti. Il cinese colloquiale scritto coinvolge solitamente l'uso di caratteri dialettali che non possono essere capiti in altri dialetti o caratteri che sono considerati arcaici in báihuà.
Il cantonese è l'unico fra i linguaggi regionali non mandarini ad avere un modello colloquiale scritto ampiamente usato. In opposizione, le altre lingue regionali non hanno queste forme alternative così diffuse. Il cantonese colloquiale scritto è diventato abbastanza popolare nelle chat e nella messaggistica istantanea. I cantonesi, comunque, useranno il cinese scritto standard nella maggior parte delle comunicazioni scritte convenzionali.

### I caratteri cinesi

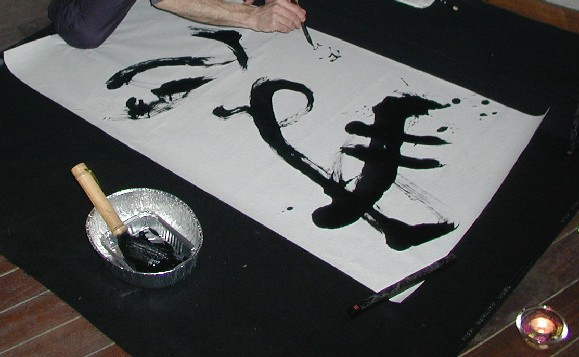
Vari stili di calligrafia cinese

La lingua scritta cinese impiega caratteri cinesi (漢字/汉字; pinyin: hànzì), basati su logogrammi, dove ogni simbolo rappresenta un morfema (un'unità espressiva della lingua). Inizialmente, i caratteri erano immagini dei loro significati, ma col tempo divennero stilizzazioni e misure sempre più complicate furono adottate per esprimere i concetti più astratti. Oggi, la maggior parte dei caratteri contiene un elemento (il fonetico) che dà (o dava una volta) un'indicazione ragionevolmente buona della pronuncia e un altro componente (il radicale) che dà un'indicazione del significato. La somiglianza pittorica con gli oggetti è stata persa con la stilizzazione. Molti stili di scrittura calligrafica cinese si sono sviluppati durante i secoli, come 篆書 zhuànshū, "stile dei sigilli", 草書 cǎoshū, "stile corsivo", 隸書 lìshū, "stile amministrativo (o dei cancellieri)", e 楷書 kǎishū, "stile esemplare".
In Giappone e Corea i caratteri degli Han sono stati adottati ed integrati nelle lingue e sono diventati, rispettivamente, kanji e hanja. Il Giappone ancora usa il kanji come parte integrante del proprio sistema di scrittura; invece l'uso in Corea degli hanja è diminuito (fino alla totale scomparsa in Corea del nord).
Ci sono attualmente due modelli per lo stampato in cinese. Uno è il sistema tradizionale, usato a Taiwan. In Cina continentale e a Singapore è usato il sistema semplificato (sviluppato dal governo della RPC negli anni cinquanta), che usa appunto forme semplificate per molti dei caratteri più complessi. Hong Kong e Macao usano principalmente il sistema tradizionale, ma per alcuni caratteri hanno adottato la forma semplificata. La maggior parte delle versioni semplificate è stata derivata, benché in modo talvolta oscuro, da semplificazioni stabilite. A Taiwan si usano molte semplificazioni quando i caratteri sono scritti a mano, ma nella stampa i caratteri tradizionali sono la norma. In più, molti Cinesi usano alcune semplificazioni personali.

### La scrittura: tipi di caratteri e radicali Kangxi
Il cinese è una delle poche lingue al mondo ad avere una scrittura basata prevalentemente su caratteri. Questi caratteri in cinese sono detti hànzì 汉字 (tradizionale: 漢字, semplificato: 汉字), e sono utilizzati in quello che attualmente viene chiamato "mandarino standard". Durante la seconda metà del secolo scorso si è affermato l'utilizzo di una trascrizione fonetica in caratteri latini: il pinyin. Questo metodo fa sì che ogni sillaba nel parlato (alla quale corrisponde un carattere nello scritto) rechi un segno grafico (simile ad un accento) che ne definisce il tono. Ad es. la parola "Cina" in cinese semplificato è composta di due caratteri, 中国, nello scritto, e di due sillabe, Zhōngguó, nel parlato, ciascuna recante un tono. Gli ideogrammi rappresentano i morfemi e sono tutti portatori di significato. Tuttavia alcune parole di origine straniera sono trascritte con caratteri che, pur essendo portatori di significato, vengono utilizzati in maniera puramente fonetica.
Il dizionario Zhongua Zihai elenca 85 568 caratteri, ma, nonostante l'enorme mole, ne ignora 1500. Tuttavia quelli utilizzati di fatto sono molti di meno: per leggere un quotidiano ne bastano 3000, mentre le persone con una buona cultura superano spesso i 5000.
Le prime testimonianze scritte della lingua cinese risalgono ad alcune incisioni su gusci di tartaruga del 1400 a.C. Da allora i caratteri hanno subito molti cambiamenti l'ultimo dei quali, nel 1956, ha ridotto il numero di tratti di quelli più complessi (cinese tradizionale) e ha introdotto la scrittura in orizzontale. Questa riforma non è stata accettata a Taiwan dove sono ancora diffusi i caratteri tradizionali (繁体字, alternativa dei caratteri semplificati nella metà Novecento, 简体字).
Ad ogni carattere corrisponde una sillaba ed ogni parola può essere mono o plurisillabica.
Solo pochi di questi caratteri sono pittogrammi (象形字), ovvero la rappresentazione grafica pura di un oggetto (come fossero dei geroglifici), e il passaggio alla scrittura semplificata li ha resi meno intellegibili; gli altri sono ideogrammi o in alternativa ideofonogrammi.
Gli ideogrammi sono la rappresentazione in immagini di un concetto. In questo modo ad esempio l'ideogramma che esprime il verbo "riposarsi" 休 contiene l'elemento grafico dell'''"uomo" 人 associato all'elemento grafico dell'"albero" 木 per indicare un albero sotto al quale ci si riposa.
Gli ideofonogrammi, detti anche composti fonetici, sono invece formati da due elementi, dove il primo avvicina al senso mentre il secondo è fonetico, ovvero fa intendere la pronuncia della sillaba (gran parte dei caratteri cinesi funziona con questo principio del rebus). Così ad esempio la sillaba corrispondente alla parola "anguilla" (鳝 shàn) è formata dall'elemento concettuale del "pesce" insieme all'elemento fonetico shàn, che indica appunto la pronuncia. Questo primo elemento è come una chiave e può ricorrere in più sillabe.
I caratteri cinesi sono interamente costituiti da delle componenti minime che sono chiamate "radicali" o "bushou". Xu Shen (许慎) nello Shuowen jiezi (说文解字) ne individuò 540, scalati poi a 214 da Mei Yingzuo nel 1615. Questo standard è poi stato adottato per scrivere il celebre Dizionario Kangxi (康熙字典) pubblicato nel 1716, da cui il terzo nome di "radicali Kangxi". Essi danno sempre l'ambito di appartenenza del carattere e alcuni di loro sono oggi in disuso. I radicali Kangxi vengono studiati e usati anche per classificare gli hanja, kanji e chu nom nei dizionari. Conoscendoli, è anche più semplice memorizzare e imparare a scrivere i sinogrammi.

## Influenza sulle altre lingue
Come già detto, il cinese fa parte della famiglia delle lingue sino-tibetane, ed è così collegato con il tibetano e il birmano, ma è geneticamente indipendente dal coreano, dal vietnamita e dal giapponese. Tuttavia, queste lingue (e le culture ad esse collegate) sono state influenzate fortemente dal cinese nel corso della storia.
Si è già accennato, ad esempio, al fatto che coreano e giapponese hanno sistemi di scrittura che impiegano caratteri cinesi, denominati rispettivamente hanja e kanji. In Corea del sud (韩国) è usato generalmente l'hangeul, ma l'hanja è usato per enfasi (non in Corea del nord 北朝鲜, dove invece non è più usato). Il Giappone (日本) ha pensato di abbandonare l'uso dei caratteri cinesi dal XX secolo, ma essendo profondamente radicati nella cultura giapponese non sono stati aboliti. Il Vietnam (越南) inoltre ha abbandonato l'uso dei caratteri cinesi (chu nom) nel Novecento ma questi possono ancora essere visti facilmente nel moderno alfabeto fonetico vietnamita.